# Jedlinka
Jedlinka je obec na Slovensku v okrese Bardejov. Žije zde 80 obyvatel, první písemná zmínka pochází z roku 1567. Nachází se zde dřevěný řeckokatolický chrám Ochrany Přesvaté Bohorodičky z roku 1763 (národní kulturní památka) a dále pak nově postavený pravoslavný chrám Zesnutí přesvaté Bohorodičky.